# Позаземна цивілізація

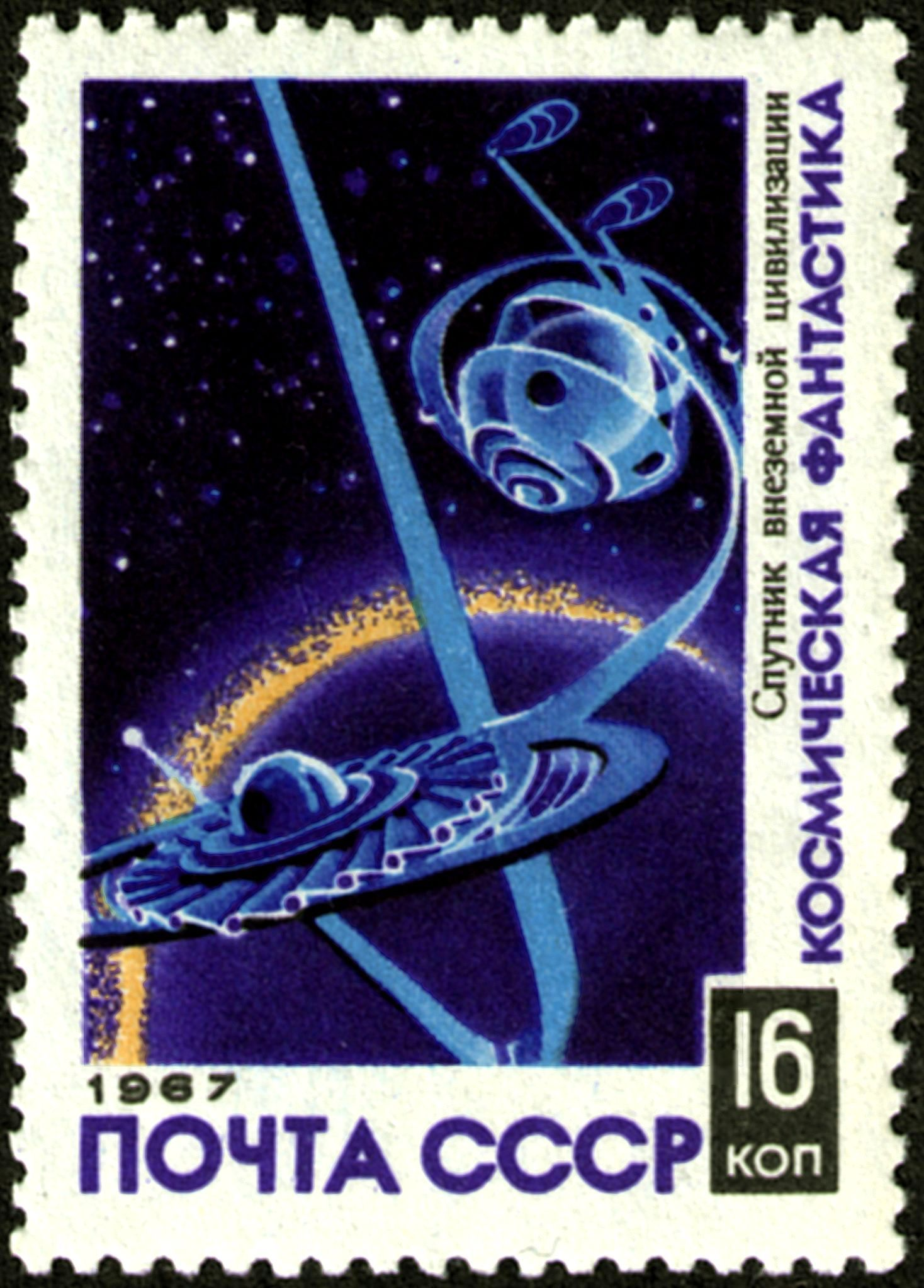
Поштова марка 1967 р. в СРСР, 16 копійок — супутник позаземної цивілізації

Позаземні цивілізації — гіпотетичні цивілізації, відмінні від нашої, які виникли й розвивалися не на Землі. Існування (так само як і неіснування) позаземних цивілізацій не доведено, проте статистично можливе. Поняття використовується головним чином у фантастиці, уфологічних теоріях. Розробку критеріїв і віднесення того чи іншого організованого позаземного життя до класу позаземних цивілізацій визначається наукою цивілізацієзнавством.

## Історія
Наукова ідея позаземних цивілізацій з'явилася в XVII столітті у зв'язку з появою геліоцентричної системи світу Коперника і винаходом телескопу Галілеєм. На Місяці були виявлені гори й долини, і було зроблено припущення про існування місячних аборигенів — «селенітів». Пізніше було висловлено припущення про існування марсіан. У міру дослідження Сонячної системи передбачуване місцеперебування позаземних цивілізацій переносилося углиб космосу.
Гіпотеза про існування позаземних цивілізацій виходить з уявлень про природне походження життя на Землі і її еволюції. Якщо виникнення життя, а потім і розумного життя — природний процес, то подібне могло відбутися і в будь-якому іншому місці, де є відповідні умови. Хоча, за сучасними уявленнями, решта планет нашої системи, швидше за все, позбавлені життя, Сонячна планетна система не єдина: Сонце — одна з сотень мільярдів зірок нашої галактики. Дослідження показують, що навколо багатьох інших зірок також обертаються планети (які називають екзопланетами). Сама наша Галактика — також не єдина галактика Всесвіту. У телескоп спостерігаються мільярди галактик, багато з яких дуже схожі на нашу.
У 1960-х рр. фізик-теоретик Фрімен Дайсон запропонував ідею, що позаземні цивілізації за межами Землі можуть бути виявлені за допомогою явних доказів у спектрі інфрачервоного випромінювання.
У січні 2013 р. співробітник московського Інституту ядерних досліджень РАН В'ячеслав Докучаєв припустив, що всередині чорних дір можуть існувати зони, де є передумови для зародження життя, в тому числі у вигляді високорозвинених цивілізацій.
У квітні 2015 р. Роджер Гріффіт, дослідник в Університеті штату Пенсильванія, повідомив, що команда науковців знайшла близько 50 галактик, які мають незвично високі рівні інфрачервоного випромінювання, і це потенційно може вказувати на існування високорозвинених цивілізацій.
У червні 2020 року науковці Ноттінгемського університету підрахували, що в галактиці Чумацький Шлях налічується приблизно 36 інтелектуальних технічних цивілізацій, які з'являються через 5 млрд років після виникнення життя на відповідних планетах, але час їхнього виживання досить короткий. Крім того, заявлено, що середня відстань між планетними системами із розумними істотами становить 17 тисяч світлових років.

## Проблематика

### Наукова точка зору
Загалом на проблему існування позаземних цивілізацій існують дві точки зору — прибічників і противників існування.

#### Аргументи скептиків

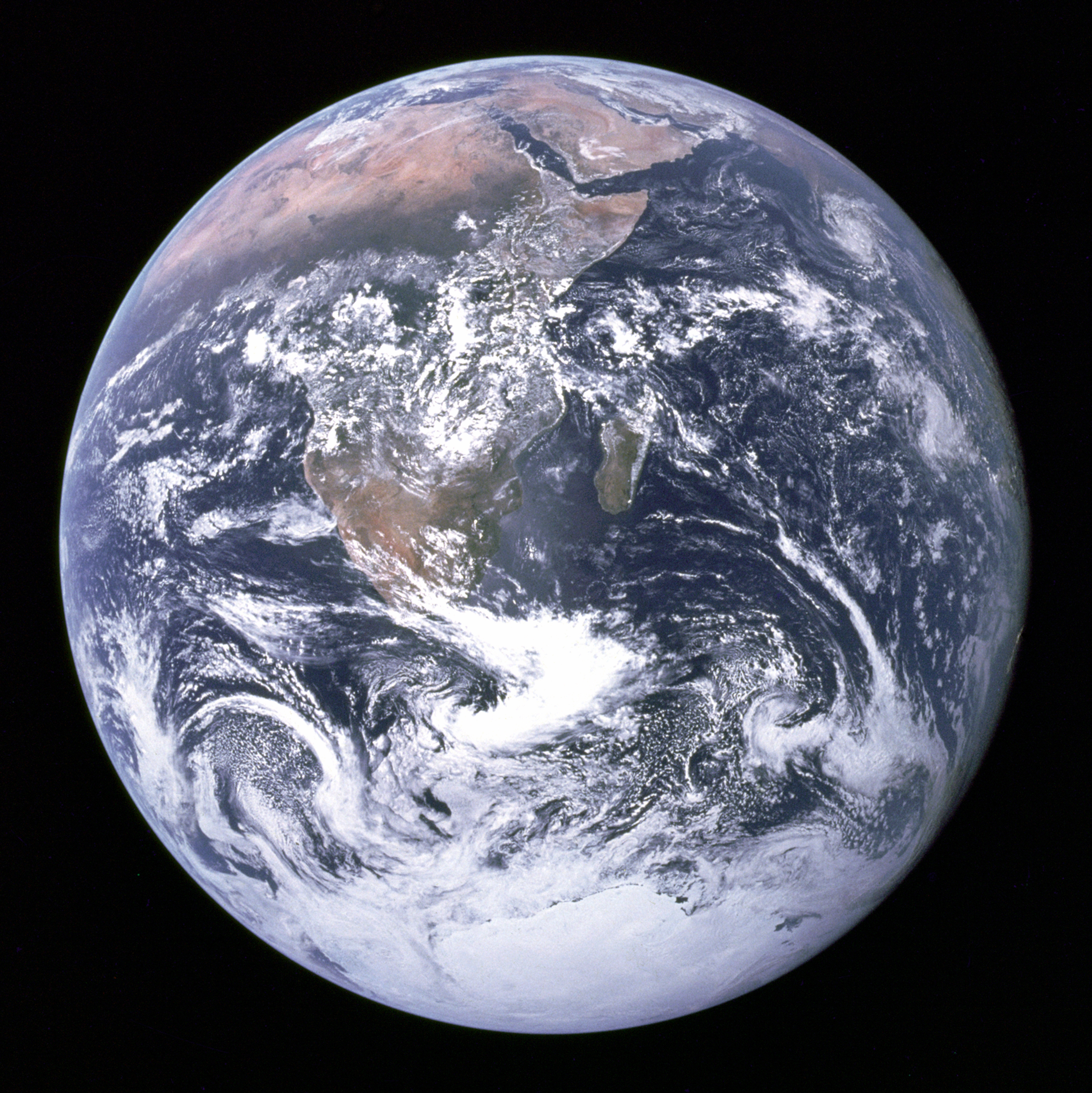
Гіпотеза унікальної Землі.

Нині відсутнє точне та офіційне наукове підтвердження існування позаземних цивілізацій, що, в поєднанні зі статистичними висновками про широке поширення розумного життя у Всесвіті, створює парадокс «Великого мовчання Всесвіту» Фермі. Загалом скептики виділяють один простий аргумент:
- позаземних цивілізацій просто не існує: людство — унікальне явище; або з якихось причин позаземне життя не встигає розвинутися до рівня цивілізації, воно досить швидко гине в результаті природних, екологічних чи інших катастроф.

#### Аргументи прибічників
Для пояснення парадоксу Фермі часто використовують такі аргументи:
- позаземні цивілізації існують, але розташовані у віддалених частинах Всесвіту, і через величезні відстані контакт з ними неможливий (принаймні в найближчому майбутньому);
- позаземні цивілізації існують, їх рівень близький до нашого, і вони більш схильні спостерігати, вишукуючи чужі сигнали, ніж подавати свої (з енергетичних або інших причин);
- позаземні цивілізації існують, проте рівень їх розвитку занадто низький, щоб зв'язатися з нашою цивілізацією;
- позаземні цивілізації існують, проте рівень їх розвитку дуже високий, щоб зв'язуватися з земною цивілізацією;
- неземна цивілізація не контактує з земною через відсутність інтересу до нашої цивілізації, внаслідок відсталості наших принципів далекого космічного зв'язку (іншими словами — чи будете ви розмовляти з мурахою?), або з причини політики невтручання;
- позаземні цивілізації існують, контакт можливий або відбувся, проте зацікавлені впливові сили всередині нашої цивілізації приховують факт контакту. Ця теорія змови активно експлуатується у фантастичній літературі та кінематографі;
- позаземні цивілізації існують, але не відвідують нашу планету, бо мають принципово іншу природу (наприклад, плазмоідне життя, яке можливе лише в певних умовах при високих температурах);
- позаземні цивілізації здатні функціонувати в просторі, що має більше ніж троє вимірів, і здатні спостерігати за розвитком Землі без втручання тощо.

### Практичний пошук
Пошуки позаземного розуму організовані в напрямку виявлення можливих проявів і слідів діяльності позаземних цивілізацій. Наприклад, з 1971 року працює проєкт SETI, в рамках якого вчені намагаються виявити активність позаземних цивілізацій в радіодіапазоні. У проєкту SETI є суспільна поширення у вигляді програми SETI@Home.
У липні 2015 р. Юрій Мільнер, співвласник інтернет-компаній DST Global і Mail.ru Group, повідомив, що виділить щонайменше 100 мільйонів доларів у наступні десять років на те, щоб знайти ознаки існування позаземних цивілізацій. Заява була озвучена на прес-конференції за участю Стівена Гокінга в Лондоні.

### Перший контакт
Безпосередній контакт при поточному рівні науково-технічного прогресу неможливий через величезні міжзоряні відстані, якщо тільки інші цивілізації не володіють гіперпросторовими технологіями.
Тим не менше, в принципі, можливий контакт на відстані. Вже неодноразово відбувались спроби відправити у космос сигнали, які могли бути отриманими та розшифрованими позаземними цивілізаціями. Найвідоміший з таких проєктів — METI (англ. Active SETI). Однак, навіть якщо гіпотетичні «брати по розуму» зможуть прийняти наш сигнал, є ймовірність того, що вони настільки відрізняються від нас, що не зможуть зрозуміти його.

### Класифікація
Кардашев Микола Семенович запропонував розрізняти гіпотетичні позаземні цивілізації за рівнем їхнього енергоспоживання на декілька типів:
- І тип — енергоспоживання цивілізацією енергії, яку одержує материнська планета від центральної зірки.
- II — енергоспоживання цивілізацією енергії, яку випромінює центральна зірка.
- III — енергоспоживання цивілізацією енергії, яку випромінює галактика.

## Інші гіпотези

### Уфологія
Існують переконання, що контакти відбувалися в минулому, але людство або забуло про них, або не сприймає їх саме як контакт з позаземними цивілізаціями. Спектр гіпотез варіюється від пояснення контактом окремих незвичайних явищ в минулому (наприклад, будівництво циклопічних споруд людьми минулого без відповідного технічного розвитку) до оголошення контактом всіх справжніх чи уявних зіткнень з надприродним, описаних, наприклад, в релігійних книгах.

### Конспірологія
Прибічники деяких конспірологічних теорій стверджують, що світові уряди як мінімум поінформовані про наявність чужопланетян в космосі, у Землі або на ній або контактують з ними.
У 2010 р. в деяких світових ЗМІ з'явилися повідомлення, що для перших і наступних контактів з іншопланетянами ООН розглядає питання введення інституту офіційного спецуповноваженого представника Землі з конкретною кандидатурою Мазлан Отман. Пізніше ці твердження були спростовані.
У квітні 2010 р. в програмі «Познер» про свої контакти з неземною цивілізацією розповів колишній глава Республіки Калмикія і Президент Міжнародної шахової федерації Кірсан Ілюмжинов. За його словами, зустріч відбулася 18 вересня 1997 р. в Москві.

## Масова культура
Проблема існування позаземних цивілізацій, їх взаємини з людством широко описані в кінематографі та літературі.
Найвідоміші кінострічки про інопланетян, зняті у ХХ ст:
- «Земля вмирає кричачи» — Теренс Фішер;
- «Вторгнення зіркових створінь» — Бруно Ве Сота;
- «Воно! Жах з космосу» — Едвард Л. Кан;
- «Хижак» — Джон Мак-Тірнан;
- «Дружина астронавта» — Ренд Ревіч;
- «П'ятий елемент» — Люк Бессон;
- «Особа» — Роджер Дональдсон;
- «Зоряна брама» — Роланд Еммеріх.

Відомі кінофільми про прибульців, зняті у ХХІ ст.:
- «Скайлайн» — брати Штраус;
- «НЛО» — Домінік Бернс;
- «Глобальне вторгнення» — Джонатан Лібесман;
- «Ковбої проти прибульців» — Джон Фавро;
- «Абсолютне вторгнення» — Крістофер Таборі;
- «Знамення» — Алекс Пройс;
- «Чужі проти хижака» — брати Страуз;
- «Знаки» — М. Найт Ш'ямалан;
- «День, коли Земля зупинилася» — Скотт Деріксон;
- «Війна світів» — Стівен Спілберг;[12]
- «Трансформери» — Майкл Бей.